# Melicytus lanceolatus
Melicytus lanceolatus Hook.f. – gatunek roślin z rodziny fiołkowatych (Violaceae). Występuje endemicznie w Nowej Zelandii. 

## Morfologia
PokrójZimozielone drzewo lub krzew. Dorasta do 5 m wysokości.
LiścieBlaszka liściowa ma lancetowaty lub podługowato lancetowaty kształt. Mierzy 5–16 cm długości oraz 0,5–3 cm szerokości, jest piłkowana na brzegu, ma stłumioną nasadę i spiczasty wierzchołek. Ogonek liściowy jest nagi.
KwiatyZebrane po 2–6 w pęczkach, wyrastają z kątów pędów. Mają działki kielicha o owalnym kształcie. Płatki są podługowate, mają purpurową barwę oraz 2–3 mm długości.
OwoceJagody mierzące 4-6 mm średnicy, o niemal kulistym kształcie i czarnopurpurowej barwie.

## Biologia i ekologia
Rośnie w lasach. 